# Szlovákia a 2012. évi nyári olimpiai játékokon
Szlovákia a nagy-britanniai Londonban megrendezett 2012. évi nyári olimpiai játékok egyik részt vevő nemzete volt. Az országot az olimpián 11 sportágban 46 sportoló képviselte, akik összesen 4 érmet szereztek.

## Érmesek
| Érem  | Versenyző                             | Sportág       | Versenyszám               |
| ----- | ------------------------------------- | ------------- | ------------------------- |
| Ezüst | Zuzana Štefečeková                    | Sportlövészet | Női trap                  |
| Bronz | Michal Martikán                       | Kajak-kenu    | Férfi szlalom kenu egyes  |
| Bronz | Pavol Hochschorner Peter Hochschorner | Kajak-kenu    | Férfi szlalom kenu kettes |
| Bronz | Danka Barteková                       | Sportlövészet | Női skeet                 |

## Atlétika
Férfi
| Versenyző      | Versenyszám     | Eredmény | Helyezés |
| -------------- | --------------- | -------- | -------- |
| Anton Kučmín   | 20 km gyaloglás | 1:22:25  | 23.      |
| Matej Tóth     | 50 km gyaloglás | 3:41:24  | 8.       |
| Miloš Bátovský | 50 km gyaloglás | 4:09:32  | 48.      |

| Versenyző       | Versenyszám   | Selejtező | Selejtező | Döntő    | Döntő    |
| Versenyző       | Versenyszám   | Eredmény  | Helyezés  | Eredmény | Helyezés |
| --------------- | ------------- | --------- | --------- | -------- | -------- |
| Michal Kabelka  | Magasugrás    | 216 cm    | 30.**     | kiesett  | kiesett  |
| Marcel Lomnický | Kalapácsvetés | 74,00 m   | 15.       | kiesett  | kiesett  |

Női
| Versenyző         | Versenyszám     | Előfutam | Előfutam | Előfutam | Elődöntő | Elődöntő | Elődöntő | Döntő   | Döntő    |
| Versenyző         | Versenyszám     | Idő      | Hely.    | Össz.    | Idő      | Hely.    | Össz.    | Idő     | Helyezés |
| ----------------- | --------------- | -------- | -------- | -------- | -------- | -------- | -------- | ------- | -------- |
| Lucia Klocová     | 1500 m          | 4:07,79  | 9.       | 16.      | 4:02,99  | 8.       | 7.*      | 4:12,64 | 8.       |
| Katarína Berešová | Maraton         |          |          |          |          |          |          | 2:48:11 | 99.      |
| Mária Czaková     | 20 km gyaloglás |          |          |          |          |          |          | 1:37:43 | 53.      |

| Versenyző        | Versenyszám   | Selejtező | Selejtező | Döntő    | Döntő    |
| Versenyző        | Versenyszám   | Eredmény  | Helyezés  | Eredmény | Helyezés |
| ---------------- | ------------- | --------- | --------- | -------- | -------- |
| Jana Velďáková   | Távolugrás    | 618 cm    | 27.       | kiesett  | kiesett  |
| Dana Velďáková   | Hármasugrás   | 14,22 m   | 10.       | 11,92 m  | 12.      |
| Martina Hrašnová | Kalapácsvetés | 68,41 m   | 20.       | kiesett  | kiesett  |

** - két másik versenyzővel azonos eredményt ért el

## Cselgáncs
Férfi
| Versenyző   | Versenyszám | Selejtező         | 32-es főtábla                         | Nyolcaddöntő      | Negyeddöntő       | Elődöntő          | Vigaszág elődöntő | Bronz- mérkőzés   | Döntő             | Helyezés |
| Versenyző   | Versenyszám | Ellenfél Eredmény | Ellenfél Eredmény                     | Ellenfél Eredmény | Ellenfél Eredmény | Ellenfél Eredmény | Ellenfél Eredmény | Ellenfél Eredmény | Ellenfél Eredmény | Helyezés |
| ----------- | ----------- | ----------------- | ------------------------------------- | ----------------- | ----------------- | ----------------- | ----------------- | ----------------- | ----------------- | -------- |
| Milan Randl | Középsúly   |                   | Ilíasz Iliádisz (GRE) · 000(2)–011(1) | kiesett           | kiesett           | kiesett           |                   |                   |                   | 17.      |

## Kajak-kenu

### Síkvízi
Férfi
| Versenyző                                          | Versenyszám         | Előfutam | Előfutam | Előfutam | Elődöntő | Elődöntő | Elődöntő | Döntő   | Döntő    | Döntő    | Helyezés |
| Versenyző                                          | Versenyszám         | Idő      | Hely.    | Össz.    | Idő      | Hely.    | Össz.    | Típus   | Idő      | Helyezés | Helyezés |
| -------------------------------------------------- | ------------------- | -------- | -------- | -------- | -------- | -------- | -------- | ------- | -------- | -------- | -------- |
| Marek Krajčovič                                    | Kajak egyes 1000 m  | 3:39,649 | 7.       | 20.      | kiesett  | kiesett  | kiesett  | kiesett | kiesett  | kiesett  | 20.      |
| Peter Gelle Vlček Erik                             | Kajak kettes 1000 m | 3:19,571 | 3.       | 8.       | 3:12,690 | 1.       | 1.       | A       | 3:12,519 | 8.       | 8.       |
| Peter Gelle Martin Jankovec Vlček Erik Tarr György | Kajak négyes 1000 m | 2:55,173 | 1.       | 3.       |          |          |          | A       | 2:56,771 | 6.       | 6.       |
| Ľubomír Hagara                                     | Kenu egyes 200 m    | 43,507   | 5.       | 17.      | 41,472   | 3.       | 5.       | A       | 43,977   | 6.       | 6.       |

Női
| Versenyző                     | Versenyszám        | Előfutam | Előfutam | Előfutam | Elődöntő | Elődöntő | Elődöntő | Döntő | Döntő    | Döntő    | Helyezés |
| Versenyző                     | Versenyszám        | Idő      | Hely.    | Össz.    | Idő      | Hely.    | Össz.    | Típus | Idő      | Helyezés | Helyezés |
| ----------------------------- | ------------------ | -------- | -------- | -------- | -------- | -------- | -------- | ----- | -------- | -------- | -------- |
| Ivana Kmeťová                 | Kajak egyes 200 m  | 43,445   | 6.       | 22.      | 42,510   | 5.       | 17.      | B     | 45,556   | 6.       | 14.      |
| Ivana Kmeťová Martina Kohlová | Kajak kettes 500 m | 1:45,073 | 5.       | 9.       | 1:43,653 | 5.       | 10.      | B     | 1:47,683 | 5.       | 13.      |

### Szlalom
| Versenyző                             | Versenyszám       | Selejtező | Selejtező | Selejtező | Selejtező | Selejtező     | Selejtező     | Elődöntő | Elődöntő | Döntő  | Döntő    |
| Versenyző                             | Versenyszám       | 1. futam  | 1. futam  | 2. futam  | 2. futam  | Jobb eredmény | Jobb eredmény | Elődöntő | Elődöntő | Döntő  | Döntő    |
| Versenyző                             | Versenyszám       | Pont      | Hely.     | Pont      | Hely.     | Pont          | Hely.         | Pont     | Hely.    | Pont   | Helyezés |
| ------------------------------------- | ----------------- | --------- | --------- | --------- | --------- | ------------- | ------------- | -------- | -------- | ------ | -------- |
| Michal Martikán                       | Férfi kenu egyes  | 139,46    | 16.       | 90,56     | 1.        | 90,56         | 1.            | 104,04   | 4.       | 98,31  |          |
| Pavol Hochschorner Peter Hochschorner | Férfi kenu kettes | 97,52     | 2.        | 98,60     | 1.        | 97,52         | 2.            | 109,04   | 2.       | 108,28 |          |
| Jana Dukátová                         | Női kajak egyes   | 105,14    | 5.        | 101,37    | 4.        | 101,37        | 6.            | 110,48   | 4.       | 111,60 | 6.       |

## Kerékpározás

### Hegyi-kerékpározás
| Versenyző      | Versenyszám      | Idő             | Helyezés |
| -------------- | ---------------- | --------------- | -------- |
| Janka Števková | Női terepverseny | 1:39:05 (+8:13) | 21.      |

### Országúti kerékpározás
Férfi
| Versenyző   | Versenyszám   | Idő             | Helyezés |
| ----------- | ------------- | --------------- | -------- |
| Peter Sagan | Mezőnyverseny | 5:46:37 (+0:40) | 34.      |

## Sportlövészet
Férfi
| Versenyző      | Versenyszám           | Selejtező | Selejtező | Döntő   | Döntő    |
| Versenyző      | Versenyszám           | Pont      | Helyezés  | Pont    | Helyezés |
| -------------- | --------------------- | --------- | --------- | ------- | -------- |
| Juraj Tužinský | Légpisztoly           | 580       | 15.       | kiesett | kiesett  |
| Juraj Tužinský | Szabadpisztoly        | 554       | 23.       | kiesett | kiesett  |
| Pavol Kopp     | Szabadpisztoly        | 556       | 20.       | kiesett | kiesett  |
| Pavol Kopp     | Légpisztoly           | 576       | 21.       | kiesett | kiesett  |
| Gönci József   | Légpuska              | 591       | 31.       | kiesett | kiesett  |
| Gönci József   | Sportpuska, fekvő     | 589       | 39.       | kiesett | kiesett  |
| Gönci József   | Sportpuska, összetett | 1157      | 31.       | kiesett | kiesett  |
| Erik Varga     | Trap                  | 121       | 12.       | kiesett | kiesett  |

Női
| Versenyző          | Versenyszám           | Selejtező | Selejtező | Döntő   | Döntő    |
| Versenyző          | Versenyszám           | Pont      | Helyezés  | Pont    | Helyezés |
| ------------------ | --------------------- | --------- | --------- | ------- | -------- |
| Daniela Pešková    | Légpuska              | 395       | 14.       | kiesett | kiesett  |
| Daniela Pešková    | Sportpuska, összetett | 576       | 34.       | kiesett | kiesett  |
| Zuzana Štefečeková | Trap                  | 73        | 2.        | 93      | **       |
| Danka Barteková    | Skeet                 | 70        | 2.        | 90      | *        |

* - egy másik versenyzővel azonos eredményt ért el, szétlövés után 4 ponttal az első helyen végzett, így bronzérmet szerzett

** - két másik versenyzővel azonos eredményt ért el, szétlövés után 3 ponttal az első helyen végzett, így ezüstérmet szerzett

## Súlyemelés
Férfi
| Versenyző      | Versenyszám | Szakítás | Szakítás | Lökés    | Lökés    | Összesen | Helyezés |
| Versenyző      | Versenyszám | Eredmény | Helyezés | Eredmény | Helyezés | Összesen | Helyezés |
| -------------- | ----------- | -------- | -------- | -------- | -------- | -------- | -------- |
| Martin Tešovič | 105 kg      | 167      | 12.      | 196      | 12.      | 363      | 11.      |

## Tenisz
Férfi
| Versenyző                 | Versenyszám | 64-es főtábla                            | 32-es főtábla                                                | Nyolcaddöntő      | Negyeddöntő       | Elődöntő          | Bronz- mérkőzés   | Döntő             | Helyezés |
| Versenyző                 | Versenyszám | Ellenfél Eredmény                        | Ellenfél Eredmény                                            | Ellenfél Eredmény | Ellenfél Eredmény | Ellenfél Eredmény | Ellenfél Eredmény | Ellenfél Eredmény | Helyezés |
| ------------------------- | ----------- | ---------------------------------------- | ------------------------------------------------------------ | ----------------- | ----------------- | ----------------- | ----------------- | ----------------- | -------- |
| Martin Kližan             | Egyes       | Andy Roddick (USA) · 5–7, 4–6            | kiesett                                                      | kiesett           | kiesett           | kiesett           | kiesett           | kiesett           | 33.      |
| Lukáš Lacko               | Egyes       | Philipp Petzschner (GER) · 6–7(5–7), 1–6 | kiesett                                                      | kiesett           | kiesett           | kiesett           | kiesett           | kiesett           | 33.      |
| Martin Kližan Lukáš Lacko | Páros       |                                          | Szerbia (SRB) · Janko Tipsarević · Nenad Zimonjić · 3–6, 3–6 | kiesett           | kiesett           | kiesett           | kiesett           | kiesett           | 17.      |

Női
| Versenyző                             | Versenyszám | 64-es főtábla                           | 32-es főtábla                                                            | Nyolcaddöntő                        | Negyeddöntő       | Elődöntő          | Bronz- mérkőzés   | Döntő             | Helyezés |
| Versenyző                             | Versenyszám | Ellenfél Eredmény                       | Ellenfél Eredmény                                                        | Ellenfél Eredmény                   | Ellenfél Eredmény | Ellenfél Eredmény | Ellenfél Eredmény | Ellenfél Eredmény | Helyezés |
| ------------------------------------- | ----------- | --------------------------------------- | ------------------------------------------------------------------------ | ----------------------------------- | ----------------- | ----------------- | ----------------- | ----------------- | -------- |
| Dominika Cibulková                    | Egyes       | Cvetana Pironkova (BUL) · 6–7(4–7), 2–6 | kiesett                                                                  | kiesett                             | kiesett           | kiesett           | kiesett           | kiesett           | 33.      |
| Daniela Hantuchová                    | Egyes       | Li Na (CHN) · 6–2, 3–6, 6–3             | Alizé Cornet (FRA) · 6–3, 6–0                                            | Caroline Wozniacki (DEN) · 4–6, 2–6 | kiesett           | kiesett           | kiesett           | kiesett           | 9.       |
| Dominika Cibulková Daniela Hantuchová | Páros       |                                         | Lengyelország (POL) · Agnieszka Radwańska · Urszula Radwańska · 2–6, 1–6 | kiesett                             | kiesett           | kiesett           | kiesett           | kiesett           | 17.      |

## Tollaslabda
| Versenyző        | Versenyszám | Csoportkör                                                                 | Csoportkör | Nyolcaddöntő      | Negyeddöntő       | Elődöntő          | Bronz- mérkőzés   | Döntő             | Helyezés |
| Versenyző        | Versenyszám | Ellenfél Eredmény                                                          | Hely.      | Ellenfél Eredmény | Ellenfél Eredmény | Ellenfél Eredmény | Ellenfél Eredmény | Ellenfél Eredmény | Helyezés |
| ---------------- | ----------- | -------------------------------------------------------------------------- | ---------- | ----------------- | ----------------- | ----------------- | ----------------- | ----------------- | -------- |
| Monika Fasungova | Női egyes   | D csoport · Juan Gu (SIN) · 5–21, 11–21 · Victoria Na (AUS) · 12–21, 18–21 | 3.         | kiesett           | kiesett           | kiesett           | kiesett           | kiesett           | 33.      |

## Torna
Férfi
| Versenyző       | Versenyszám | Selejtező | Selejtező | Döntő    | Döntő    |
| Versenyző       | Versenyszám | Pontszám  | Helyezés  | Pontszám | Helyezés |
| --------------- | ----------- | --------- | --------- | -------- | -------- |
| Samuel Piasecký | Korlát      | 15,358    | 11.       | kiesett  | kiesett  |
| Samuel Piasecký | Nyújtó      | 12,666    | 65.       | kiesett  | kiesett  |

Női
| Versenyző      | Versenyszám      | Selejtező | Selejtező | Döntő    | Döntő    |
| Versenyző      | Versenyszám      | Pontszám  | Helyezés  | Pontszám | Helyezés |
| -------------- | ---------------- | --------- | --------- | -------- | -------- |
| Mária Homolová | Talaj            | 12,066    | 76.       | kiesett  | kiesett  |
| Mária Homolová | Ugrás            | 12,766    | 77.       | kiesett  | kiesett  |
| Mária Homolová | Felemás korlát   | 10,458    | 77.       | kiesett  | kiesett  |
| Mária Homolová | Gerenda          | 11,733    | 72.       | kiesett  | kiesett  |
| Mária Homolová | Egyéni összetett | 47,023    | 57.       | kiesett  | kiesett  |

## Triatlon
| Versenyző     | Versenyszám | 1,5 km úszás | Depózás 1 | 40 km kerékpározás | Depózás 2 | 10 km futás | Összesítés | Összesítés |
| Versenyző     | Versenyszám | Idő          | Idő       | Idő                | Idő       | Idő         | Idő        | Helyezés   |
| ------------- | ----------- | ------------ | --------- | ------------------ | --------- | ----------- | ---------- | ---------- |
| Richard Varga | Férfi       | 16:56        | 0:41      | 59:15              | 0:30      | 32:03       | 1:49:25    | 22.        |

## Úszás
Férfi
| Versenyző       | Versenyszám | Előfutam | Előfutam | Előfutam | Elődöntő | Elődöntő | Elődöntő | Döntő   | Döntő    |
| Versenyző       | Versenyszám | Idő      | Hely.    | Össz.    | Idő      | Hely.    | Össz.    | Idő     | Helyezés |
| --------------- | ----------- | -------- | -------- | -------- | -------- | -------- | -------- | ------- | -------- |
| Tomáš Klobučník | 200 m mell  | 2:13,40  | 3.       | 23.      | kiesett  | kiesett  | kiesett  | kiesett | kiesett  |

Női
| Versenyző            | Versenyszám    | Előfutam | Előfutam | Előfutam | Elődöntő | Elődöntő | Elődöntő | Döntő   | Döntő    |
| Versenyző            | Versenyszám    | Idő      | Hely.    | Össz.    | Idő      | Hely.    | Össz.    | Idő     | Helyezés |
| -------------------- | -------------- | -------- | -------- | -------- | -------- | -------- | -------- | ------- | -------- |
| Miroslava Syllabová  | 50 m gyors     | 26,07    | 5.       | 38.      | kiesett  | kiesett  | kiesett  | kiesett | kiesett  |
| Katarína Filová      | 100 m gyors    | 56,58    | 6.       | 31.      | kiesett  | kiesett  | kiesett  | kiesett | kiesett  |
| Katarína Filová      | 200 m gyors    | 2:02,03  | 5.       | 28.      | kiesett  | kiesett  | kiesett  | kiesett | kiesett  |
| Denisa Smolenová     | 100 m pillangó | 59,48    | 3.       | 28.      | kiesett  | kiesett  | kiesett  | kiesett | kiesett  |
| Denisa Smolenová     | 200 m pillangó | 2:11,10  | 7.       | 21.      | kiesett  | kiesett  | kiesett  | kiesett | kiesett  |
| Katarína Listopadová | 200 m vegyes   | 2:16,81  | 1.       | 28.*     | kiesett  | kiesett  | kiesett  | kiesett | kiesett  |

* - egy másik versenyzővel azonos eredményt ért el